# Almirante Lynch (FFG-07)
La Almirante Lynch (FFG-07), ex HMS Grafton (F80), es una de las tres fragatas Tipo 23 adquiridas por la Armada de Chile a la Royal Navy para reemplazar a las fragatas de la Clase Leander adquiridas también a la Royal Navy. Su actual comandante es el Capitán de Navío Andrés Howard Moller.

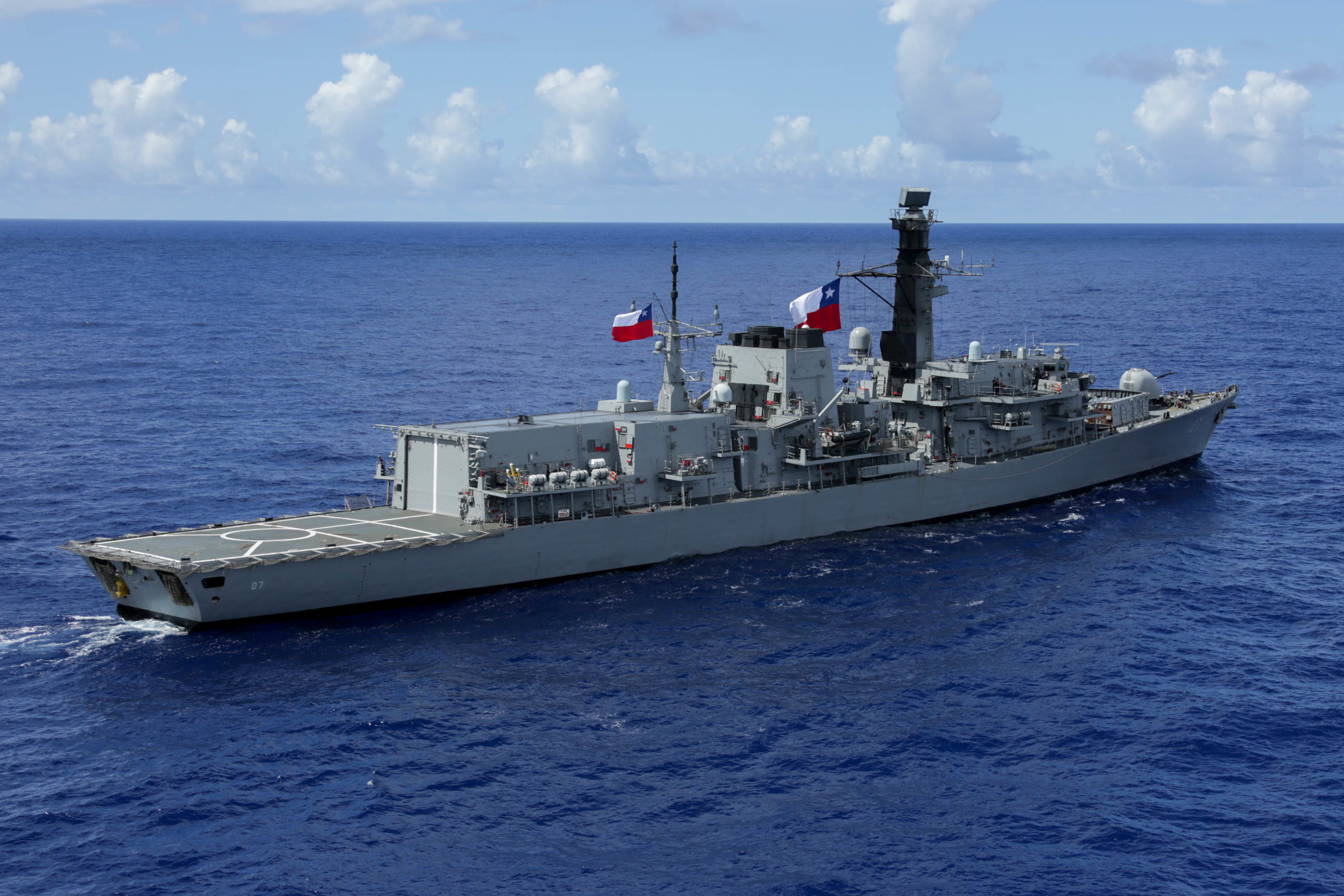
El Almirante Lynch navegando en el año 2022.

Puede desarrollar una velocidad máxima de 29 nudos (la HMS Sutherland alcanzó 34.4 nudos durante su viaje de pruebas).
Actualmente se encuentra en trabajos de actualización de los directores de tiro 911 por parte de BAE SYSTEMS y los radares 996 por parte de SISDEF.